# Mikoyan-Gurevich MiG-9
O Mikoyan-Gurevich MiG-9 (russo: Микоян и Гуревич МиГ-9) foi o primeiro caça de combate a jato desenvolvido pela Mikoyan-Gurevich nos anos imediatos após a Segunda Guerra Mundial.
Seus motores foram desenvolvidos do BMW 003, motor a jato de origem Nazista, por meio de engenharia reversa.
Um total de 610 aeronaves foram construídas, incluindo seus protótipos, e entrou em serviço em 1948 com a Força Aérea Soviética. Pelo menos 372 foram transferidos para os Força Aérea do Exército de Libertação Popular em 1950 para defender cidades chinesas contra ataques aéreos pelos nacionalistas chineses, e treinar os pilotos chineses em operações a jato. O MiG-9 foi rapidamente substituído pelo MiG-15, e 4 aeronaves sobreviveram durante o tempo.

## História
Construído a partir do projeto conhecido como I-300, o MiG-9 foi o primeiro caça a jato da União Soviética.
Desenvolvido num programa de emergência iniciado em Janeiro de 1945, o MiG-9 destacou-se pelo rápido processo de desenvolvimento, a que não foi estranho o recrutamento forçado de muitos técnicos alemães feitos prisioneiros.
Para poupar tempo, os soviéticos instalaram duas cópias do motor BMW-003 de fabricação alemã, o mesmo que estava inicialmente previsto para instalação no caça alemão Me-262, e que tinha continuado a ser desenvolvido pelos alemães, sendo utilizado no Heinkel He-161. O primeiro voo de teste do MiG-9 ocorreu por isso em 24 de Abril de 1946, 8 meses após a data imposta por Stalin.
Após vários voos de teste com os modelos do projeto original (I-300), a primeira versão pré-série do MiG-9 voou em 13 de Outubro de 1946.
Já armado com um canhão de 37mm e dois canhões de 23mm ele voou duas semanas depois, no final de Outubro.
Várias modificações foram sendo introduzidas, nomeadamente com uma versão melhorada do motor BMW/RD-20, conhecida como RD-21 que conseguiu atingir uma potência de 500Kg/f, permitindo à aeronave atingir uma potência de 1,000kg/f. Esse motor equipou a maior parte dos MiG-9 das séries FF e FS.

## Especificações
Características gerais
- Tripulação: 1
- Comprimento: 9,75 m (32 ft 0 in)
- Envergadura: 10 m (32 ft 10 in)
- Altura: 3.225 m (10 pés 7 pol)

Esquemática do MiG-9.

- Área de asa: 18.2 m 2 (196 pés quadrados)
- Tara: 3,350 kg (7.385 £)
- Peso bruto: 5,000 kg (£ 11.023)
- Capacidade de combustível: 1.625 litros
- Motorização: 2 × turbojatos RD-20, 7,8 kN (1.800 lbf) de empuxo cada

Atuação
- Velocidade máxima: 915 km/h (569 mph; 494 kn)
- Velocidade máxima: Mach 0,85
- Nunca excede a velocidade: 1.050 km/h (652 mph; 567 kn)
- Intervalo: 800 km (497 mi; 432 milhas náuticas)
- Teto de serviço: 13.500 m (44,291 ft)
- Limite de força G: 14g
- Taxa de subida: 22,0 m/s (4.330 ft/min)

Armamento
- 1 × canhão de 37mm Nudelman N-37
- 2 × canhões de 23mm Nudelman-Suranov NS-23